# Phytocerum trinidadense
Phytocerum trinidadense är en skalbaggsart som först beskrevs av Golbach 1983.  Phytocerum trinidadense ingår i släktet Phytocerum och familjen Cerophytidae. Inga underarter finns listade i Catalogue of Life.